# Sherman, Quận Dunn, Wisconsin
Sherman là một thị trấn thuộc quận Dunn, tiểu bang Wisconsin, Hoa Kỳ. Năm 2010, dân số của thị trấn này là 839 người.